# 2003 en Italie
Chronologie de l'Italie
- 1999
- 2000
- 2001
- 2002
- 2003
- 2004
- 2005
- 2006
- 2007

2001 par pays en Europe - 2002 par pays en Europe - 2003 par pays en Europe - 2004 par pays en Europe - 2005 par pays en Europe
2001 en Europe - 2002 en Europe - 2003 en Europe - 2004 en Europe - 2005 en Europe

## Événements

### Janvier 2003
- x

### Février 2003
- x

### Mars 2003
- x

### Avril 2003
- x

### Mai 2003
- x

### Juin 2003
- 8 juin : élections régionales au Frioul-Vénétie Julienne et en Vallée d'Aoste.

### Juillet 2003
- x

### Août 2003
- x

### Septembre 2003
- x

### Octobre 2003
- 26 et 28 octobre : élections régionales au Trentin-Haut-Adige.

### Novembre 2003
- x

### Décembre 2003
- 1er au 13 décembre : Conférence de Milan  sur les changements climatiques (COP9).

## Culture

### Cinéma

#### Films italiens sortis en 2003
- 5 septembre : Buongiorno, Notte, film de Marco Bellocchio.
- 31 octobre : Gente di Roma, film documentaire italien d'Ettore Scola.

#### Autres films sortis en Italie en 2003
- x

#### Mostra de Venise
- Lion d'or d'honneur :  Dino De Laurentiis et Omar Sharif
- Lion d'or : Le Retour (Vozvrashcheniye) de Andreï Zviaguintsev
- Coupe Volpi pour la meilleure interprétation féminine : Katja Riemann pour Rosenstrasse de Margarethe von Trotta
- Coupe Volpi pour la meilleure interprétation masculine : Sean Penn pour 21 Grammes (21 Grams) de Alejandro González Iñárritu

### Littérature

#### Livres parus en 2003
- x

#### Prix et récompenses
- Prix Strega : Melania Mazzucco, Vita (Rizzoli)
- Prix Bagutta : Michele Mari, Tutto il ferro della Tour Eiffel, (Einaudi), Edoardo Sanguineti, Il gatto lupesco, (Feltrinelli) et Eva Cantarella, Itaca, (Feltrinelli)
- Prix Campiello : Marco Santagata, Il Maestro dei santi pallidi
- Prix Napoli : Antonio Pennacchi, Il fasciocomunista (Mondadori)
- Prix Stresa : Simonetta Agnello Hornby - La Mennulara, (Feltrinelli)
- Prix Viareggio :
  - Roman : Giuseppe Montesano, Di questa vita menzognera
  - Essai : ?
  - Poésie : ?

## Décès en 2003
- 31 mai : Francesco Colasuonno, 78 ans, cardinal italien de l'Église catholique. (° 2 janvier 1925).
- 30 octobre : Franco Bonisolli, 65 ans, chanteur lyrique (ténor). (° 25 mai 1938)

#### Articles sur l'année 2003 en Italie
- Élections régionales italiennes de 2003

#### L'année sportive 2003 en Italie
- Championnats du monde de cyclo-cross 2003
- Championnat d'Italie de football 2002-2003
- Championnat d'Italie de football 2003-2004
- Coupe d'Italie de football 2003-2004
- Supercoupe d'Italie de football 2003
- Championnat d'Italie de rugby à XV 2002-2003
- Championnat d'Italie de rugby à XV 2003-2004
- Grand Prix automobile d'Italie 2003
- Milan-San Remo 2003
- Tour d'Italie 2003
- Masters de Rome 2003

#### L'année 2003 dans le reste du monde
- 2003 par pays en Afrique
- 2003 par pays en Amérique, 2003 aux États-Unis
- 2003 par pays en Asie
- 2003 par pays en Europe, 2003 en France, 2003 en Suisse
- 2003 par pays en Océanie
- 2003 par pays au Proche-Orient
- 2003 aux Nations unies